# Helotium rubicola
Helotium rubicola är en svampart som först beskrevs av Elias Fries, och fick sitt nu gällande namn av Karl Wilhelm Gottlieb Leopold Fuckel 1870. Helotium rubicola ingår i släktet Helotium och familjen Helotiaceae.   Inga underarter finns listade i Catalogue of Life.